# L'Orphelinat (film, 2019)
Pour les articles homonymes, voir Orphelinat (homonymie).
Pour plus de détails, voir Fiche technique et Distribution.
L'Orphelinat (Parwareshghah) est un film afghan réalisé par Shahrbanoo Sadat, sorti en 2019.

## Synopsis
En 1989 à Kaboul, Qodrat, 15 ans, déchire les tickets à l'entrée d'un cinéma et rêve de Bollywood, mais il est arrêté par les autorités soviétiques et envoyé dans un orphelinat.

## Fiche technique
- Titre : L'Orphelinat
- Titre original : Parwareshghah
- Réalisation : Shahrbanoo Sadat
- Scénario : Shahrbanoo Sadat
- Photographie : Virginie Surdej
- Montage : Alexandra Strauss
- Production : Katja Adomeit
- Société de production : Adomeit Film, La Fabrica Nocturna Cinéma, Samsa Film, Wolf Pictures et Women Make Movies
- Société de distribution : Rouge Distribution (France)
- Pays :  Danemark,  Luxembourg,  France,  Allemagne,  Afghanistan,  Corée du Sud et  États-Unis
- Genre : Drame et historique
- Durée : 90 minutes
- Dates de sortie : 
  - France : 27 novembre 2019

## Distribution
- Qodrat : Qodrat
- Anwar Hashimi : Anwar, le superviseur
- Masihullah : Feraji
- Yama Yakmanesh : Monsieur le directeur
- Hasibullah Rasooli : Hasib
- Arthur Köstler : le commandant des moudjahidine
- Fridoon Muradi : Feraidoon
- Nahid Yakmanesh : Mademoiselle la directrice adjointe
- Eshanullah Kharoti : Eshan
- Abdul Rahman Formoli : Rahman
- Ahmad Fayaz Osmani : Fayaz
- Karan Jeet Singh : Karan Jeet
- Asadullah Kabiri : Asad
- Sediqa : Sediqa
- Daria Gaiduk : Sima Petrovna

## Distinctions
Le film a remporté le Macareux d'or au Festival international du film de Reykjavik et a été présenté en sélection officielle Brussels International Film Festival (en compétition), au Festival international du film de Chicago (dans la section New Directors), au Festival du film de Munich (en compétition), au Festival international du film d'Odessa (dans la section internationale), au Sakhalin International Film Festival (en compétition) et au Zagreb Film Festival (en compétition).